# Stjepan Filipović

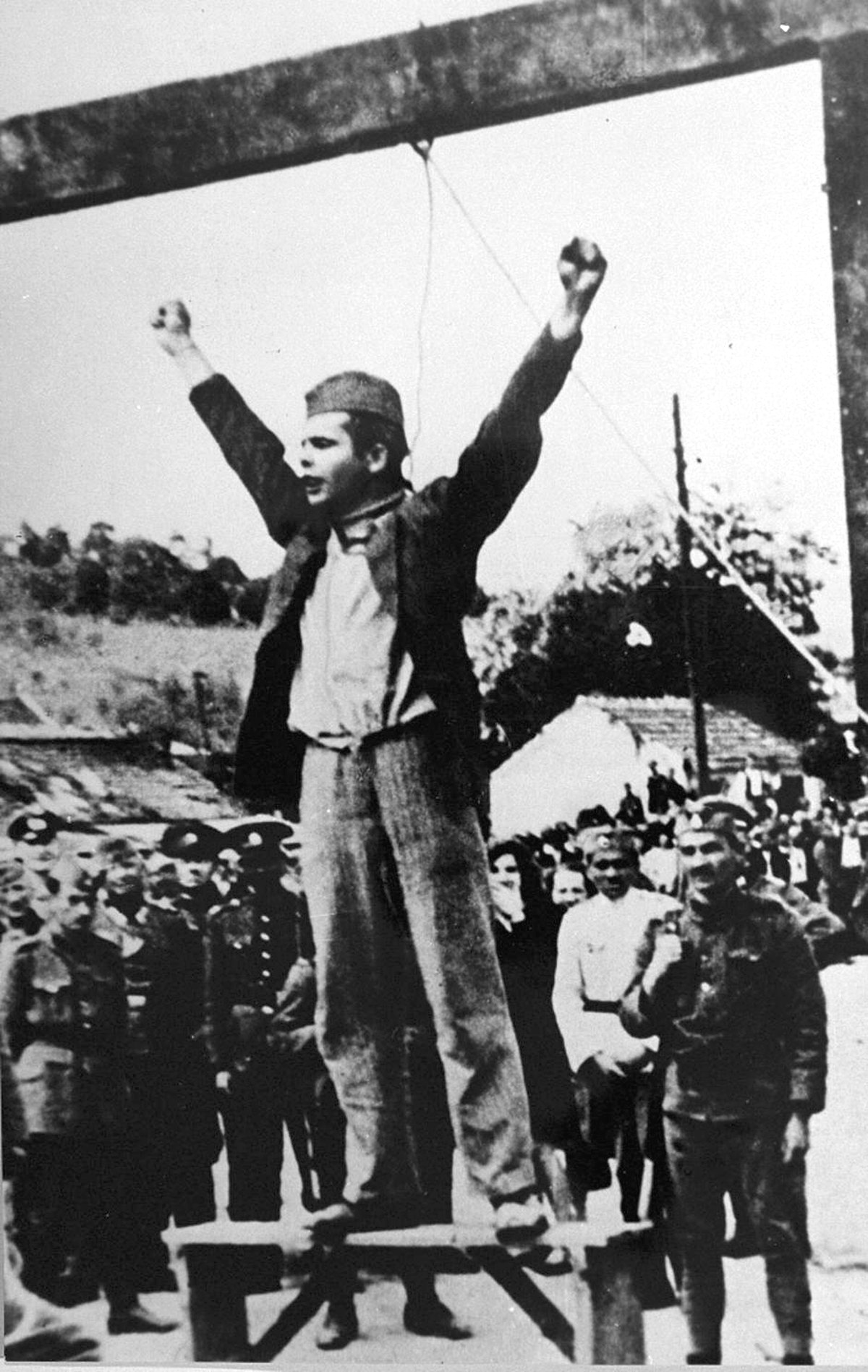
Stjepan Filipović poco prima dell'impiccagione

Stjepan Filipović (Fort'Opus, 27 gennaio 1916 – Valjevo, 22 maggio 1942) è stato un partigiano jugoslavo, giustiziato durante la seconda guerra mondiale e successivamente proclamato Eroe popolare.

## Biografia
Nato il 27 gennaio 1916 a Opuzen (Fort'Opus), allora nel Regno di Dalmazia. Quando era piccolo, la sua famiglia si trasferì a Kragujevac, Serbia, dove all'epoca l'industria bellica assumeva lavoratori. Nel 1937 assieme al fratello Nikola si unì al movimento dei lavoratori, ma nel 1939 fu arrestato e condannato a un anno di prigione. Nel 1940 entrò nella Lega dei Comunisti di Jugoslavia.
Nel 1941 diventò comandante di un'unità partigiana. Fu catturato il 24 febbraio 1942 dalle forze dell'Asse e fu impiccato a Valjevo il 22 maggio 1942. Poco prima di morire alzò le braccia e gridò "Morte al fascismo, libertà al popolo!" ("Smrt fašizmu, sloboda narodu!"), slogan già esistente, ma che in questo modo fu reso famoso. Suo fratello Simun, civile, fu giustiziato l'anno precedente, assieme ai 3.000 civili di Kragujevac dalle truppe naziste. Essendo la famiglia di origine croata, Simun avrebbe potuto salvarsi, ma decise di tacere e di morire insieme ai suoi concittadini.
Il 14 dicembre 1949 fu proclamato Eroe popolare dalla Jugoslavia. La città di Valjevo gli ha dedicato una statua. Un'altra statua, eretta a Opuzen nel 1968, fu abbattuta nel 1991.